# 克尼格征
克尼格征（英語：Kernig's sign），又称Kernig征是神经系统查体中用于评估脑膜刺激的重要体征。该检查要求患者取仰卧位，检查者将其髋关节与膝关节屈曲至90度，随后尝试伸展膝关节。正常人膝关节可伸达135°以上，如伸膝受阻且伴疼痛或受阻，则为Kernig征阳性。可能提示蛛网膜下腔出血或脑膜炎。阳性患者常伴随角弓反张——全身强直性痉挛导致头颈后仰、下肢过伸、躯干前弓的体征。
Karl等学者指出，现有关于克尼格征的文献多属早期研究，缺乏随机对照试验验证。其研究显示该体征灵敏度仅为5%（即阴性结果不能排除脑膜炎），但特异度高达95%（阳性结果高度提示脑膜炎）。因此对于疑似脑膜炎病例，不能仅凭克尼格征阴性排除诊断，需及时进行腰椎穿刺以明确诊断。

## 命名
该体征以俄罗斯神经病学家弗拉基米尔·克尼格（英語：Woldemar Kernig, 1840-1917）的姓氏命名。

## 相关体征
- Brudziński征（英语：Brudziński's sign）